# IRL Glasses
Són unes ulleres de desintoxicació digital desenvolupades recentment per Ivan Cash amb el finançament d'un projecte de Kickstarter. La fase beta es va llençar l'octubre de 2018 i està previst que surtin al mercat l'abril del 2019. El seu objectiu es aconseguir mitjançant un filtre polaritzador que l'ull humà no sigui capaç de veure diverses pantalles digitals LED i LCD com ara ordinadors o televisors, avui dia encara no té un ús molt efectiu amb smartphones que fan ús d'una tecnología OLED. El projecte ha tingut molt bona acceptació i continua treballant en noves versions millorades del innovador dispositiu.